# مونيكا هانسين
مونيكا هانسين (ولدت في 13 أكتوبر 1982 في تونسبرغ، النرويج) عارضة أزياء نرويجية ووحاملة لقب ملكة جمال سابقة بعد تتويجها بمسابقة ملكة جمال النرويج 1997. تم التعاقد معها من قبل وكالة أزياء المعروفة «ايليت»، «فورد» و «فيلهلمينا».

## نشأتها
ولدت مونيكا هانسين ونشأت في بلدة تونسبرغ، النرويج. من أب نرويجي وأم برازيلية.

## روابط خارجية
- Official site
- مونيكا هانسين على موقع IMDb (الإنجليزية)